# Kalhausen
Kalhausen – miejscowość i gmina we Francji, w regionie Grand Est, w departamencie Mozela.
Według danych na rok 1990 gminę zamieszkiwało 841 osób, a gęstość zaludnienia wynosiła 62 osób/km² (wśród 2335 gmin Lotaryngii Kalhausen plasuje się na 417. miejscu pod względem liczby ludności, natomiast pod względem powierzchni na miejscu 396.).